# 龍族角色列表 (李榮道)
龙族角色列表為韓國作家李榮道的小說龍族的角色列表。

## 人類（Human）

### 拜索斯（Vyseus）

#### 拜索斯王家
- 路坦尼歐．拜索斯（Rhut'erino Vyseus）
  - 在光榮戰役中，率領人類反抗並成功地擊退神龍王，拜索斯的建國者。
- 謝魯德亨．拜索斯
  - 路坦尼歐的三子，同時是拜索斯皇城的第一任市長。
- 耶里涅．拜索斯
  - 拜索斯第四任國王。
  - 曾在戰爭時下令剿滅克利教團，致使該教團在整個大陸上的活動幾乎遭到終結，或程度不一的限制。
- 吉西恩．拜索斯（Gilsyon Vyseus）
  - 隊伍裡另一個強力戰士，騎著一匹名叫「御雷者」的名駒（雖然受到詛咒變成了公牛），手上拿著一把擁有自我意識的魔法劍「端雅劍」，由於劍喜歡故作清高又總是囉唆個不停，逼的吉西恩得不停的跟它說話（由外人看來是相當情緒化的胡言亂語，但即使端雅劍不說話，不知情的人還是會把他當作「騎著公牛的瘋子」）。
  - 劍法高強，跟杉森一樣是個單純的人，實際身分為拜索斯的第一王子。小時候因極度嚮往自由而離宮，之後遭到廢位。自詡「冒險家吉西恩」。小時候有著跑去書街看色情書刊（Lewd Book）的習慣。
  - 繼路坦尼歐之後拜索斯王家出的第二位屠龍者。
- 尼西恩．拜索斯（Nilsyon Vyseus）
  - 現任拜索斯的國王，吉西恩的弟弟。小時候與長大的性格差異頗大。
- 黛美雷娜斯．拜索斯
  - 第一公主，吉西恩與尼西恩的妹妹，也是亞色斯的在家修行祭司，對種植花草很有心得。
- 赫斯倫．拜索斯
  - 三百年前的拜索斯公主。由當時的宮廷魔法師索羅奇負責教導，也是丁賴特飛馬的命名來源。
  - 在皇城遭遇大水災時，雖然沒有正式紀錄，但聽說留下了「只穿條襯裙就跑出去救災民」這樣的軼事。

#### 拜索斯貴族

##### 哈修泰爾家族
```
 曾經在神龍王面臨危機時伸出援手，而得到了神龍王三百年內出生的小孩都會是龍魂使的祝福。
 因能代代輩出龍魂使，而受到耶里涅國王的保證，給予其家族很高的地位，使其成為歸屬於拜索斯的貴族。
```

- 哈修泰爾侯爵
  - 哈修泰爾家族的主人。一頭栗子色且參著班白的頭髮，嚴肅、不苟言笑的人。在三百年的祝福過去後，為了使家族能持續在拜索斯王族中的地位與權勢，而四處收養具有龍魂使資質孤兒為養子，為了達到其目的而不擇手段。
  - 第二部也有出場，被哈斯勒一行人追殺。
- 托爾曼．哈修泰爾
  - 具有龍魂使資質而被哈修泰爾收為養子，曾為基果雷德的龍魂使。個性相當懦弱，會做出不符合自身年齡的幼稚舉動（像是吸大拇指）。為了得到克拉德美索的力量而被侯爵命令與基果雷德解除契約，並前往褐色山脈。
  - 根據大暴風神殿的高階祭司所言，若只追究其龍魂使資質，可以說是歷代以來資質最差的龍魂使。
- 艾波琳．哈修泰爾
  - 迪特律希的姐姐，親生父親為格蘭．哈斯勒，和具有龍魂使資質的弟弟一同被哈修泰爾家收養。在卡塞普萊戰敗、迪特律希下落不明後逃出哈修泰爾家。
- 迪特律希．哈修泰爾
  - 因為具有龍魂使的資質而被哈修泰爾收為養子，親生父親為格蘭．哈斯勒，艾波琳的弟弟，卡賽普萊的龍魂使。在卡賽普萊敗亡之後，因爲忍受不了打擊而死去。

##### 修利哲家族
- 亨德列克．修利哲
  - 巫師，魔法級數九級的高手，有著曾與十二頭龍戰鬥的事蹟並被寫為詩歌傳唱，與路坦尼歐大王共同創建了拜索斯。然而，與其有關的軼聞野史甚多，但正式的記載卻幾乎沒有。
  - 爲了「以八星的力量創造出讓種族能夠成為神的可能性」而與擁有八星卻將其做為統治工具的神龍王為敵的他，遭到將八星全都破壞的路坦尼歐與達蘭妮安的背叛。失意之餘，為了最後的一絲希望，而與過去的敵人神龍王合作，以唯一未被破壞的龍之星的力量，創造了龍魂使。
  - 離開拜索斯後，四處旅行的亨德列克在深淵魔域迷宮中遇見了希歐娜，輕易地擊敗意欲襲擊自己的吸血鬼後，反而與之共同生活，但最後卻被希歐娜吸血鬼化。爲了在因白晝而近乎目盲的生理狀態下仍能夠使用魔法，以及壓抑吸血衝動，在海格摩尼亞的巫婆村中接受了本只有女性才能擁有的巫婆紋身，此後便隱姓埋名，化名為泰班．海希克，在歷史的背後活躍著。
- 羅內．修利哲
  - 第九次阿姆塔特征討軍的總司令，隨卡賽普萊領軍至賀坦特領地，與阿姆塔特一戰後被俘。涅克斯的養父。
  - 在第二部的故事中回到拜索斯皇城以後，成為卡爾的重要夥伴之一，也在其協助之下重獲自由，並成為第十二軍團的首席參謀，與司令官杉森一起對抗傑彭在前線所策畫的閃電作戰行動。
- 卡謬．修利哲
  - 羅內．修利哲的弟弟，曾是克拉德美索的龍魂使，後因與亞曼達偷情一事遭羅內發現而被自己的哥哥殺死，也因此使得失去龍魂使的克拉德美索發狂。
- 亞曼達．修利哲
  - 羅內．修利哲的元配，也是涅克斯的母親。
- 涅克斯．修利哲
  - 艾德布洛依的在家修行祭司，卡謬．修利哲與亞曼達．修利哲的親生骨肉，「修利哲叛亂事件」的主謀。一心想將拜索斯推翻，甚至不惜與傑彭間諜希歐娜合作。
  - 在永恆森林時自我被分裂而只剩下五分之二，但仍然對拜索斯懷有恨意。與克拉德美索建立龍魂使的契約之後，被企圖毀滅拜索斯的希歐娜刺殺而亡。

#### 八星（八星的追尋者，The Eight Star Seeker）
真正的“八星”乃是神龍王擁有的8個種族的8顆寶石，該寶石擁有改變種族命運的能力。
後來路坦尼歐大王與麾下直屬的八名騎士，實為與路坦尼歐大王共同尋找八星的夥伴，自稱「八星的追尋者」，世人因其人數而直稱之為「八星」。
大多數人只知道所謂「八星」是路坦尼歐大王的八星，並不知道八星的真正含義。
- 伊爾斯
  - 擅長劍術，會使劍尖搖晃來迷惑對手進而尋隙攻擊。在戰爭結束後為了表揚自己的功績而在東方建立了伊斯公國。
- 查奈爾
  - 牧羊人生身的海格摩尼亞人，使用劍。個性最為溫和。
  - 砍斷了克頓山巨人的右腿。
- 烏塔克
  - 擅長弓箭，據說其射箭的技術已達到百發百中的地步。唯一一個在尚未建國的時期便在與神龍王的戰爭中犧牲的騎士。
  - 射瞎了克頓山巨人的右眼。
- 梅達洛
  - 使用流星錘。
- 傑洛丁
  - 八星的隊長，擅長劍術，因為身為隊長而常有與亨德列克交流意見的機會，雖然如此，兩人卻因為個性的關係而不和。
- 堪德里
  - 使用戰斧。
- 萊恩伯克
  - 使用戰戟。以神力驚人而聞名於世。
- 賀茲里
  - 不但是武人而且是軍事天才，日後以十二本大部頭軍法書籍傳世，在龍族故事中，有關軍事方面的評價幾乎都是從他的著作中引述而來。
  - 在北伐作戰中最害怕的人是索羅奇。

#### 賀坦特領地（Heltant）
- 修奇．尼德法（Hutch Nedval）
  - 十七歲，本故事的主角，第一部的故事中以其視點作為第一人稱敘述，職業是蠟燭匠。出身於拜索斯王國西方邊境的賀坦特領地，因母親早死，而與父親一起生活。對外面的世界充滿好奇心，也有許多獨特的想法（一部分是拜卡爾之賜）。從小看過無數的死人，故比一般同齡的人成熟，對事情也看得很開。但也有與年齡相符的煩惱：例如對夢見伊露莉而煩惱，即使遠在異地也經常思念傑米妮。生命有危險時會不自覺大喊＂傑米妮＂。
  - 因為戴著 OPG（Ogre Power Gloves，食人魔力量手套）而擁有與食人魔同等的力氣，武器是長達四呎的巨劍。自創劍技「一字無識」與「攪拌蠟油」，因為 OPG 帶來的一身怪力的關係，在半獸人之間被稱為「怪物蠟燭匠」，有相當的威嚇度。
  - 在隊伍中負責烹飪，製作煎餅的手藝高超，曾自稱「煎餅的發揚光大者」，其美味的程度，甚至讓隊伍中的溫柴為了在旅途中跟杉森搶奪最後一塊修奇所製作的煎餅，不惜對杉森釋放殺氣。另外也常在旅行途中唱歌或負責提詞。非常能言善道。以一般的奇幻冒險隊伍觀點來看，他像是個吟遊詩人和廚師。
  - 在吉西恩死時遵照其遺言繼承了御雷者，之後得到爵位，成為了拜索斯王國的年輕伯爵，而其功績被埋沒在歷史之中。在往後的史籍記載裡變成了偉大的賢者杉森的隨從。
- 傑米妮．史麥塔格
  - 十七歲，賀坦特領地森林的看守者之女，與修奇算是青梅竹馬的關係，小時候經常欺負修奇，有著一頭紅髮。平時總是一副野丫頭的模樣，但偶爾也會顯露出符合一般少女的行為。
- 卡爾．賀坦特（Karl Heltant）
  - 三十四歲，賀坦特領主同父異母的弟弟，博識多聞，善謀略，是隊伍的首領。喜歡看書到不可自拔的地步，因而有點近視，但箭術卻出人意料地精準，對軍事、經濟、政治、哲學與神學方面的領域多有涉獵，常可看到他在劇情中以淺白的語句述說深奧哲理，基本上沒有他不懂的事情。口才極佳，善辯論，常被同行的修奇拿這一點來調侃。
  - 說過自己也曾抱有青雲般的大志，也一度離開過賀坦特，但因為看透拜索斯的本質而感到失望，之後便歸鄉過著隱居的生活。
  - 接受吉西恩臨死的請求而出仕，輔佐拜索斯王室，據說後來成為了一位偉大的政治家。
- 杉森．費西佛（Sanson Percival）
  - 二十七歲，賀坦特領地的警備隊隊長，身材高大，是典型的戰士，因為體型魁梧，被修奇戲稱為食人魔。由於阿姆塔特的關係，領地時常受到怪物騷擾，而率領警備隊的他自然也練就了一身好武藝，是隊伍的中堅。
  - 卡爾在故事中曾評論道，以杉森的實力，在首都可以成為騎士。個性單純善良，有著鄉下青年的純樸本質，但並不笨。在故鄉有未婚妻。
  - 在吉西恩死時繼承了魔法劍端雅。在往後的史籍記載裡成為了一名偉大的賢者（後世甚至稱其為「勇猛無比同時也是擁有無與倫比的智慧的戰士」）。
- 海娜
  - 酒店「散特雷拉之歌」的老闆娘，是修奇的巨劍來源。
- 喬伊斯
  - 賀坦特領地的鐵匠。杉森．費西佛的父親。
- 透納
  - 賀坦特城的警備隊員之一，曾教導修奇劍術。
- 哈梅爾
  - 賀坦特城的執事。

#### 伊拉姆斯市
- 妮莉亞（Neria）
  - 修奇等人在旅途中遇見的女盜賊，雖然身材嬌小，但使用的武器卻是卻是比自己還高的三叉戟，自稱「三叉戟的妮莉亞」（Neria of the Trident）。是個個性明朗爽快的紅髮女孩，但也有脆弱的一面，常與溫柴拌嘴。最討厭別人在她背後說話。
- 蕾涅茲
  - 旅店「伊拉姆斯蒼蠅」的老闆娘。
- 梅莉安
  - 旅店「特拉摩尼卡之風」的侍女，也是該店店主的姪女。在修奇等人尋找妮莉亞時出力頗多。

#### 卡拉爾領地
- 蘇
  - 修奇等人在卡拉爾領地遇見的小女孩，約五到六歲，在領地的居民們因為神臨地的影響而生病倒下時，獨力照顧著病患，不知爲何不受疾病的侵襲。
- 特克．沃漢
  - 冒險者，戰士，使用戰戟。
- 克萊爾
  - 冒險者，戰士，擅用半月刀，有「左手的克萊爾」之稱。
- 莎曼達．克莉汀
  - 冒險者，德菲力（Teperi）的祭司。
- 費雷爾
  - 冒險者，巫師，對地理及戰略方面的領域涉獵甚深。提出佔據盧斐曼海岸的戰略計畫，並請求卡爾代為轉達給國王之人。
  - 在解決卡拉爾領地變成神臨地一事後，決定定居下來重建卡拉爾領地，從此傳唱著『五十個小孩與大法師費雷爾』的詩歌。
- 溫柴．巴爾坦（Unchai Baltan）
  - 來自沙漠國家傑彭的劍士，原本為傑彭的間諜，因為得到吉西恩擔保而被釋放。
  - 能夠控制殺氣，跟修奇與杉森那種以力氣取勝的戰鬥方式不同，他的劍法走的是輕捷路線，講起話來非常犀利，不過因為傑彭習俗的關係，不能與自己太太以外的女人對話。
  - 在伊斯與半獸人召喚出的獄魔女一戰並以殺氣將之驅離後，在半獸人之間被稱為「眼珠怪」。
- 寇達修
  - 傑彭的間諜，負責護衛希歐娜的四人組之一，在間諜身分曝光後，自願繼續留下來幫助費雷爾重建卡拉爾領地。

#### 雷諾斯市
- 尤絲娜
  - 旅店「十二人的旅館」的侍者兼帳管，薛林的妹妹。因為工作的關係而有著強勢的個性，但私底下也有溫柔的一面。在修奇第一次離開此地時，自稱「修奇偷走了自己的心」。
- 薛林
  - 旅店「十二人的旅館」的主廚，尤絲娜的哥哥，身材高大。外表粗獷但很細心。
- 韓斯泰
  - 希里坎手下的傭兵之一，在希里坎失勢之後成為該市的警備隊員。
- 希里坎
  - 男爵，雷諾斯市的貴族，也是該市鬥技場的擁有者，握有雷諾斯市的經濟實權。
  - 在遭到主角一行人的挫敗後，無奈將鬥技場無條件捐贈給市政府，之後成為市政府的員工。
- 亞夫奈德（Aphneidel）
  - 巫師，魔法級數三的學徒。曾因為恐懼學習魔法所需要耗費的龐大光陰而離開老師，成為希里坎男爵的爪牙，佯裝成大法師幫助男爵恐嚇其他人，但內心深處仍對學習魔法這件事抱持著渴望。在遇見了主角一行人後決定洗心革面，在雷諾斯市幫助了艾賽韓德之後，便與其同行前往首都。被修奇取了「頂尖魔法師」（Top-mage）的稱號。
  - 在第二部中，受神龍王之託，與艾賽韓德、傑倫特一起擔任艾佩薩斯的監護人。

#### 拜索斯恩佩
- 黎特德
  - 旅店「獨角獸旅店」的老闆。
- 瑞迪
  - 旅店「純天堂」的老闆。據說該旅店有全皇城最好的酥皮濃湯及酒品「心碎酒」。
- 喬那丹．亞夫奈德
  - 皇宮警備隊長，巫師，也是亞夫奈德的老師。
- 里菲．特瓦裡森
  - 皇宮內侍部長。常因吉西恩我行我素的行事態度而頭疼。
- 伯休瓦
  - 大暴風神殿總院的高階祭司，委託主角等人尋找龍魂使，在幕後擔任穿針引線的工作。被艾賽韓德稱為「閣樓鬼」。
- 魁海倫
  - 哈修泰爾家的執事。
  - 在侯爵逃亡時依然追隨左右，忠實能幹。
  - 私下的身分是貓與夢的克利的祭司。
- 沙姆爾．德萊伽
  - 哈修泰爾侯爵的傭兵。
  - 為了抓回逃跑的艾波琳，曾追擊前往褐色山脈途中的修奇一行人。
- 勳特
  - 哈修泰爾侯爵的傭兵。
  - 侯爵使用調虎離山之計的誘餌，使溫柴等人受騙上當。
- 蓋博
  - 哈修泰爾侯爵的傭兵。
- 尼克
  - 哈修泰爾侯爵的傭兵。
- 安帕靈
  - 算命師，四處旅行，以塔羅牌爲人占卜。
- 月舞者
  - 受到涅克斯．修利哲委託，要求妮莉亞與其合作，飾演哈修泰爾侯爵尋找的紅髮少女以偷竊藏在侯爵家的文件，但受到修奇等人妨礙而打消念頭。是連盜賊公會都在追擊的騙子，平時待在拜索斯某條街的酒吧裡。
- 克拉克
  - 在第二部中，被賈克所雇用的光之塔見習生，協助將水果保存在低溫狀態。
- 庫達伊
  - 妖精師。自稱與妖精相處了七十年之久，其技藝之高超，連精靈伊露莉都認可。
  - 與其他人對話時總是結巴，但念起咒文卻毫不猶豫。
- 多斯佩
  - 艾德布洛伊的祭司，在大暴風神殿負責情報管理的工作。
  - 與艾德琳是舊識。
- 史塔博
  - 在光之塔正對面開了家小雜貨店，是虔誠的艾德布洛伊信徒也是賭徒，有兩個女兒。
  - 在索羅奇返回首都前，第一個從西蒙瑟那裡得到消息的平民。
- 寇萊德
  - 首都警備隊長。
- 蘇凱倫．泰利吉
  - 名門武將泰利吉家族第十一代子孫，有著騎士素養與實踐精神。
  - 尼西恩國王欽點擔任伊斯使節團卡爾等人的護衛隊隊長。
- 基呂希娜
  - 女性，似乎是光之塔中最溫和、也是最能與別人進行正常應對的巫師。

#### 巫師公會「光之塔」
- 阿露
  - 其真正的形體不明，僅知是光之塔中，負責接待及聯繫的一個聲音。
- 菲力札尼渥思
  - 在吉西恩尋購魔法劍鞘時，擔任諮詢的巫師。
- 柯基
  - 在亞夫奈德購買偵測魔力的捲軸時，擔任諮詢的巫師，鬍鬚因為做實驗而被燒掉了。

#### 盜賊公會
- 賈克
  - 拜索斯首都盜賊公會會長。順帶一提，祖孫三代都同名。
  - 在第二部中經營水果店，作為盜賊公會的掩飾，並協助卡爾傳遞、獲取各地情報。
- 格蘭．哈斯勒
  - 前皇宮警備隊員，別稱「熱劍（Hot Sword）格蘭」，擁有可以和溫柴一決高下的實力，在妻子過世後，將子女交給哈修泰爾家收養便不知去向。
  - 在第二部中與溫柴等人追捕哈修泰爾侯爵。

#### 卡納丁市
- 卡勒羅斯．安提哥爾
  - 卡納丁的市長。
- 阿南德．萊斯特
  - 卡納丁的退役軍人，因為戰爭而失去右手臂。
- 羅斯．克雷布林
  - 卡納丁的警備隊隊長。
- 葛倫．柯萊伽
  - 卡納丁的警備隊一等兵。
- 約翰
  - 卡納丁的警備隊隊員。
- 傑克
  - 卡納丁的警備隊隊員。
  - 在看到亞夫奈德招喚出的虛幻基果雷德後嚇到尿溼褲子。

#### 肯頓城
- 雷提德洛斯
  - 肯頓城的雷提祭司之一。
  - 雷提的祭司通常沒有自己的名字，這個名字是被艾佩薩斯所取的，在龍之語言中意指「雷提的搗蛋鬼」，不過本人似乎並不知道。
- 凱特．朱伯烈
  - 朱力奧．朱伯烈的十二代祖母。
- 朱力奧．朱伯烈
  - 肯頓城的市長。
- 希頓波利．亞西林格
  - 肯頓城的史官。
- 索羅奇
  - 傳說中的巫師，手持七色杖，稱號「彩虹的索羅奇」，曾在寇羅內溪谷與天空三騎士一同和一百名死亡騎士戰鬥的事蹟被寫成詩歌傳唱。
  - 為亨德列克的弟子，史上唯二九級魔法師之一。
  - 但本人始終覺得自己只是亨德列克的小徒弟，還自嘲為「亨德列克這本巨作的附錄」。
- 葛雷．惠德倫
  - 天空三騎士的首領，騎乘獅鷲獸金克萊。
  - 三百年後一度背叛天空三騎士成為死亡騎士的隊長。
- 丁賴特．伊士菲爾德
  - 天空三騎士之一，騎乘飛馬赫斯倫。
  - 在拜索斯王宮大殿前說出『在處理死亡騎士這件事上，我並不需要魔法師的幫助』，進而遭遇到死在寇羅內溪谷的命運。
- 穆史塔巴．哈賓斯
  - 天空三騎士之一，騎乘翼龍艾拉。
- 凱特．戴索羅
  - 原名凱蒂．戴西，八歲。父母原本是朱力奧市長的家臣，但在父母雙亡之後，由朱力奧市長收養並擔任其監護人。
  - 名字的意思就是「索羅奇的凱特」。
- 湯瑪斯．戴索羅
  - 凱特．戴索羅的父親，市長的莫逆之交。
- 黛安
  - 負責照顧凱特．戴索羅的女僕。
- 羅塔斯
  - 肯頓城的警備隊長。
- 雷爾
  - 肯頓城的警備隊員。
- 戴倫
  - 肯頓城的警備隊員。
- 達爾
  - 肯頓城的警備隊員。
- 克羅蒂亞
  - 肯頓成的居民。被葛雷．惠德倫騎乘赫斯倫載在天空飛行過。
- 西蒙瑟
  - 光之塔應索羅奇的要求而派往肯頓城的巫師。額頭上移植了一隻夜視用的眼睛。

#### 伊帕西城
- 摩莉
  - 摩莉旅店（Molly's Inn）的老闆娘。

### 伊斯公國
- 林格司特
  - 德菲力神殿的高階祭司。
- 傑倫特．欽柏（Jereint Chimber）
  - 德菲力（Teperi）的祭司，生性開朗、樂觀，甚至到了不正經的地步，無論在什麼情況下都能展露笑容，這樣的他擁有相當大的權能，也因此被高階祭司稱為「德菲力的不幸」。
  - 治療過受重傷的基果雷德。

#### 那吳勒臣
- 卡米安．那吳勒臣
  - 那吳勒臣的領主。

#### 戴哈帕港
- 蕾妮
  - 十七歲，紅髮，伊斯公國戴哈帕港的酒館「鯨魚墳墓」的侍女，也是該店店主葛雷伊的養女。
  - 親生父親為哈修泰爾侯爵，生母為哈修泰爾家的女傭。在出生幾年後，被亨德列克撿到並帶至戴哈帕港，在被託付给「鯨魚墳墓」後，便在伊斯生活長大。具有龍魂使的資質。
  - 在托爾曼解除與基果雷德的龍魂使契約後，成為基果雷德的下一任龍魂使。
  - 而據說達蘭妮安的小名也是蕾妮。
- 葛雷伊
  - 酒館「鯨魚墳墓」的老闆，蕾妮的養父。

### 傑彭（Zypern）
- 伊西多．賽洛克
  - 自由貿易船「紅海蛟號」的一等航海士。
  - 畢生的夢想是完成自創的劍法「賽洛克水平線」。
- 辛柴．巴爾坦
  - 自由貿易船「紅海蛟號」的船長，溫柴的表哥。
  - 因為是母親在新婚時遭人魚擄走獲釋後才出生，所以被廣受懷疑是人魚與人類的混血。也因此自己拋棄了父親的名門賴布斯姓氏，而自我放逐到大海上。
  - 劍術高明。曾經擊殺依伽利斯海峽的海蛟。
- 穆拉斯
  - 內務大臣。
- 阿里
  - 前內務大臣，在視察戰線時遭拜索斯特種部隊俘虜。
- 翰姆
  - 國防大臣。
- 克萊．達基達斯
  - 通商大臣。
- 利萊緬
  - 外務大臣。
- 嘉達倫
  - 教育大臣。
- 拉布達哈
  - 法務大臣。
- 伊戈爾．比坎特
  - 自由貿易船「紅海蛟號」的前任船長，現任船東。
- 穆罕默德
  - 自由貿易船「紅海蛟號」的甲板長。
- 羅拔爾．賴布斯
  - 辛柴的父親，名門羅拔爾家之人。
- 芭芭拉
  - 海盜船「孤獨海鷗號」的船長。
- 薇塔
  - 海盜船「孤獨海鷗號」的甲板長。
- 迪吉努斯
  - 「白鯨號」的船長。
- 希穆索斯
  - 傑彭陸軍的前線指揮官之一。

#### 喬蘭城
- 戴帕
  - 酒館「戴帕斯」的老闆。
- 勞爾．特里葛羅斯
  - 名門特里葛羅斯家的當家。在與辛柴的決鬥中敗死。
- 撒拉斯
  - 喬蘭城的淨化隊隊長。
- 貝倫．寇達修
  - 名門寇達修家的當家。在與辛柴的決鬥中敗死。
- 奇騰利．姆斯
  - 尼林的祭司。為了協助調查東北航道的船隻連續失蹤事件而登上了紅海蛟號。

### 海格摩尼亞
- 帕哈斯
  - 三百年前的大詩人，《愛亞．伊克利那的鞋匠米德比》的作者。
  - 喜歡誇張的說話方式，嚮往為愛進行的冒險。
- 布坎南
  - 與帕哈斯決鬥敗北而死亡。

#### 史卡尼亞村
- 宓．V．格拉喜艾兒
  - 全名宓．維瓦蒂．格拉喜艾兒，葩的姐姐。
  - 擁有能看到過去及未來任何時間點的能力，被稱為「未來漫步者（Future walker）」。
- 騫
  - Pot of Gold 商團的護衛武士。被稱為「情感缺乏症患者」，外表具有魔像的特質。
- 葩．L．格拉喜艾兒
  - 全名葩．拉爾歌．格拉喜艾兒，二十三歲，宓的妹妹。
  - 個性比起姊姊更為兇悍，打起架來完全不輸男人。
- 基洛伊
  - Pot of Gold 商團的車夫頭領。

#### 戈斯比城
- 戴夫
  - 帕塔露酒館的伙計。與格拉喜艾兒姊妹相識。
- 柯雷
  - 夜鷹。
  - 將溫柴一行人的行蹤通報給侯爵。遭偷襲而死。
- 史泰德
  - 地下賭場的看門人。
- 雷澤（Razor）
  - 三十二歲，職業賭徒，也是個魔法師。雖然終日爛賭，但仍習慣每天記憶魔法。
  - 唯一承認神力的魔法學派－－「歐羅瑞學派」的最終繼承人。
  - 與半獸人為好友。在納克頓被殺害之後，決心與魯森一起為其報仇。
- 帕塔露
  - 帕塔露酒館的老闆。
- 諾拉
  - 賣衣服的大媽。
- 尼基米
  - 賭徒。

#### 托比市
- 辛斯賴夫
  - 生前擁有巨大的財富，死後留下一道謎題，並宣告將遺產全數贈與解開謎題者。是一名謎樣的老人。
  - 據說解開謎題的人可以得到超越想像的巨大財產。但是報名去解問題的人，如果沒辦法把問題順利解開，就必須賠上自己的命。
- 朱柏金．伊雷瑪
  - 醫生，也是城裡唯二的醫生之一。
  - 在哈修泰爾侯爵的威脅之下對宓下藥。
  - 私下的身分是克利的大祭司，為了完成上一代與辛斯賴夫的約定而一直隱瞞身分活動著。
- 戴卡德
  - 托比市市長。
- 胡拉瑪
  - 胡拉瑪酒館的第四代老闆。
- 巴雷德．辛斯賴夫
  - 辛斯賴夫的遺族之一。
- 多勒涅
  - 在托比經營一家小雜貨店。
  - 克利的祭司之一。
- 基倫
  - 在托比經營一家小小的書店。
  - 克利的祭司之一。

#### 北部林地
- 杉克列
  - 北方遊牧民族的靈魂之父，負責北方牧人的生命。
- 理丘
  - 北方牧人，具有杉克列信物的指揮者。
  - 遭到里奇蒙攻擊而少了一條手臂。
- 考克丘
  - 北方牧人。遭到里奇蒙攻擊導致全身嚴重燒傷。
- 瑞丘
  - 北方牧人。
- 哈丘
  - 北方牧人。
- 道丘
  - 北方牧人。
- 司馬洛丘
  - 北方牧人。
- 韓塔爾丘
  - 北方牧人。
- 奇丘
  - 北方牧人。
- 比爾丘
  - 北方牧人。
- 巴比丘
  - 北方牧人。
- 奈剌丘
  - 北方牧人。

## 精靈（Elf）
- 伊露莉．謝蕾妮爾（Iruril Sereniel）
  - 全書中唯一登場的精靈，一百二十歲，披著一頭黑色長髮，外貌美麗，身手矯健。
  - 戰鬥時左手持短劍，右手持穿甲劍。精通魔法及各種精靈召喚術。
  - 原本為了追尋第十級法術而獨自旅行，由於某些機緣而與修奇一行人同行。
  - 原本她待人處世總是抱持著精靈族一貫獨善其身的態度，加上價值觀與人類不同，往往有出人意表的言論，但在與修奇他們相處一段時間之後，性格也因而受到影響，變得圓滑許多。

## 半獸人（Orc）
- 亞克敘
  - 雖為半獸人，但體型卻較一般半獸人來得魁梧，戴著黑色頭盔。
  - 稱亨德列克為「聖者」、「半獸人之友」。
- 魯森
  - 在第二部出場。是賭徒雷澤的朋友，很會耍大刀的半獸人。為了替納克頓復仇而與雷澤一起行動。基於行動方便，雷澤將他變成一般人類女子的模樣。
- 諾拉敘
  - 在第二部出場。雷澤的朋友。
- 諾瑪拉
  - 在第二部出場。是負責守門的半獸人。
- 納克頓
  - 在第二部出場。相當年老且聰明狡猾的半獸人，對於人類社會的理解比其他半獸人來的高。
  - 傳說曾經參加過魯斯修雷戰爭，如果屬實的話推測其年齡大致是兩百多歲。
  - 相當受到半獸人的尊敬，也有著相當的戰鬥力。遭到克頓山的巨人攻擊之後負傷死亡。

## 矮人（Dwarf）
- 艾賽韓德．愛因德夫（Axelhand Eindelf）
  - 矮人的「敲打者」，負責矮人族政治方面的事務，性格剛烈豪爽，擅使雙刃斧。
  - 爲了調查褐色山脈的龍而前往拜索斯恩佩，在旅途中與修奇等人相遇。策劃了雷諾斯市的逃獄事件，並在首都偷竊哈修泰爾家的機密文件時出了不少力。在修奇等人離開永恆森林後加入隊伍，是位值得信賴的戰士。
- 拜爾哈福．克魯肯
  - 矮人的「加熱者」，負責矮人族生活方面的事務，性格略與艾賽韓德相同，但口才方面似乎更勝一籌。在修奇一行人留宿矮人村落時負責接待。
- 伊斯諾亞．克拉賓
  - 三百年前矮人的「敲打者」，曾接受神龍王的提議而與其合作建造了大迷宮，卻在大迷宮完成後被捲入矮人與半獸人之間的爭鬥中，而死在大迷宮裡。

## 妖精（Fairy）
- 達蘭妮安
  - 妖精女王，雷伯涅湖的主人，被神龍王奪去了妖精族命運所繫的翅膀。愛慕著人類亨德列克。

## 半身人（Halflings）
- 都坎．巴特平格
  - 半身人，在雷諾斯市接受艾賽韓德的委託，幫助陷入冤獄的修奇一行人逃獄，自稱「物品所有權的轉移專家（小偷之意）」。

## 龍（Dragon）
- 神龍王（Dragon Lord）
  - 屬於金龍。曾藉八星的力量統治所有種族，後來路坦尼歐及亨德列克聯手，率領人類將之從大陸上驅逐，敗逃至北方哈修泰爾家的領地後，未曾再出現在歷史之中。
  - 據說牠最後沉眠於伊斯公國西方永恆森林深處的大迷宮（另稱龍之聖地）裡。
- 阿姆塔特（Amurtaat）
  - 屬於黑龍。無盡溪谷的主人，賀坦特領地眾多怪物的源頭，（據卡爾所說）也是賀坦特民風純樸的原因。
  - 別稱有「賀加涅斯的黑窗」、「夕陽的監視者」等，（據修奇所說）是世界上最後一頭保持龍族本性、以龍族立場面對萬物的龍。
  - 有兩對翼，使用的噴吐類型為強酸。
  - 暱稱為「莉塔」，也是阿姆塔特化成人型時使用的名字。
- 基果雷德（Jigoleid）
  - 屬於藍龍。隸屬拜索斯王室的龍，後來因為哈修泰爾叛變一事而離開龍魂使，途中曾與遭遇修奇一行人，並歷經幾番波折。
  - 過去的龍魂使是托爾曼．哈修泰爾，後來由蕾妮擔任其龍魂使。使用的噴吐類型為雷電。
  - 於第二部的故事中，跟隨蕾妮回到伊斯，過著與世無爭的生活。之後因為卡爾的請託，前往執行截斷傑彭運輸航線的計畫。
- 克拉德美索（Kradmesser）
  - 屬於深赤龍。奉行中庸之道的龍，但曾因龍魂使卡謬．修利哲被殺而發狂，其影響甚至一度使拜索斯幾乎亡國，後來卻突然飛向褐色山脈並進入睡眠期。
  - 在小說第一部的劇情後期甦醒，於褐色山脈與涅克斯．修利哲訂下龍魂使契約，但在契約成立後不久，即因涅克斯．修利哲遭希歐娜暗殺而再度發狂。
  - 最後在伊露莉的精靈魔法及基果雷德的攻擊下殞命。
  - 在小說中，是唯一一頭愛著人類的龍，在龍族中能夠飛得最高，戰鬥能力也位居頂端，堪稱最強。使用的噴吐類型為火焰，別號「火焰之槍」。
- 卡賽普萊（Cathselprime）
  - 屬於白龍。與基果雷德同樣隸屬拜索斯王室，在第九次阿姆塔特征討軍時奉派支援賀坦特領地，吃飯時要加入薄荷等香料才願意進食。龍魂使是迪特律希‧哈修泰爾。
  - 使用的噴吐類型為寒氣。於無盡溪谷與阿姆塔特一戰時，因不敵對方而敗亡。
- 艾佩薩斯
  - 自稱「全能的龍獨一的支配者──神龍王之名的繼承人，龍之聖地的第二號代言人，龍族的頭號代言人，龍之星的保護者」，神龍王的女兒。在第二部中登場。
  - 仍是幼龍。化成人形的外表是約莫十六、七歲的金髮少女。
  - 喜歡別人叫她的暱稱「佩西」，也喜歡幫人取暱稱。
  - 在故事最後作為全體龍族的代表，顯現龍的意志。

## 馬（Horse）
- 傑米妮
  - 修奇的座騎，在賀坦特領地與修奇互相適應彼此時，因為杉森的一句玩笑話而取了這個名字。最後被半獸人吃掉了。
- 曳足
  - 卡爾的座騎，雖然沒有任何疾病，但走路時卻會拖著腳，因而得名。
- 流星
  - 杉森的座騎，四蹄部份的毛是白色的，以一匹馬的實力而言，其程度可說與御雷者不相上下。
- 御雷者（Thunder Rider）
  - 吉西恩的座騎，吉西恩在決定離開皇宮時從馬廄帶走的名馬，鬃毛是銀色，有「北部大道的皇帝」、「剎那時間的掠奪者」等別稱，曾一度被里奇蒙降下詛咒而讓外形變成公牛。
  - 吉西恩在最後臨死時將之託付給修奇。
- 理選
  - 伊露莉的座騎，自希里坎男爵宅邸取得。在伊露莉與修奇一行人分開行動時，也曾成為艾賽韓德等人的座騎。
- 移動監獄
  - 溫柴的座騎，卡拉爾領地的馬。
- 黑夜鷹
  - 妮莉亞的座騎，自雷伯涅湖與刺客交手後所接收。是匹可以與流星相提並論的好馬。
- 金錢獵人
  - 騫的座騎。
- 烏鴉
  - 宓的座騎，被哈斯勒擊殺的哈修泰爾侯爵部下遺留下的黑馬。
- 白足
  - 葩的座騎。
- 復仇者
  - 哈斯勒的座騎。
- 大波斯菊
  - 艾德琳的座騎。
- 謝蕾妮爾
  - 亞夫奈德的座騎。
- 修奇
  - 傑倫特的座騎。
- 百夫長
  - 艾佩薩斯的座騎。

## 鳥（Bird）
- 烏鴉
  - 曾經有著世界上最美麗的羽毛。
  - 在與鷹王的比賽中，被太陽的強烈光線將美麗的羽毛燒黑了。
- 遊隼
  - 鳥類中速度最快，被稱為鷹王的右臂。
  - 為了飛到鷹王的居所爬上了岩壁，因此爪子被磨得很尖、喙也變得彎曲。
- 鷹王
  - 禿鷹，鳥中之王，獨自居住在高聳的峭壁上。
- 戴勝
  - 鷹王的大臣。被成群的烏鴉嚇到連頭頂上的羽毛都豎起來。
- 鶴
  - 脖子與腿都被烏鴉折了。
- 貓頭鷹
  - 鳥類的法律學者。
  - 被烏鴉嚇到只敢在夜間出門。
- 鴿子
  - 被烏鴉弄得全身都是瘀青。
- 雞
  - 被烏鴉嚇到不敢在天上飛，只能在地上走。
- 雷鳥
  - 鷹王的魔法師。
- 火鳥
  - 替鷹王傳話給烏鴉，促成舉辦鳥中之王的資格賽。
  - 因自覺成了鷹王欺騙烏鴉的工具投身於火焰之中，優比涅與賀加涅斯被其正義感而感動，將他的秤台折斷、將秤錘拋棄，從此火鳥便能透過燃燒自己而復活。

## 其他
- 泰班．海希克（Tyburn Highseeker）
  - 一名眼盲的巫師，然而除了施展需要瞄準目標的法術（如魔法飛彈）之外，視覺上的殘缺對他似乎並沒有影響。身上有奇異的刺青。喜歡喝名為穆洛凱．薩波涅的昂貴酒。將 OPG 送給修奇的人。
  - 在修奇等人出外冒險時受託接下協助守衛賀坦特領地的任務。
  - 魔法裝置「十二人之橋」的建造者。
  - 書籍《魔法入門》的作者。
- 伊露莉
  - 蝙蝠，亞夫奈德的巫師隨從。因為尋找巫師隨從法術是精靈伊露莉．謝蕾妮爾所授，故以其名為選定之隨從命名，帶有感激的含意。
  - 曾潛入哈修泰爾侯爵的宅邸，竊聽到進入侯爵房間的魔法啟動語。
  - 被戴著OPG的涅克斯．修利哲徒手殺害，導致亞夫奈德一度有生命危險。
- 艾德琳
  - 侍奉艾德布洛伊的巨魔女祭司，幼時被亨德列克收養，是亨德列克收養的第二個女兒，因爲魔法而學會了說人話，之後便被託付給艾德布洛伊神殿，捨棄了巨魔的本性而成為一名祭司。
  - 「艾德琳」即為「艾德布洛伊的女兒」之意，其信仰虔誠，能行使大規模的神力，有「中部林地的治癒之手」的別名。
- 希歐娜
  - 吸血鬼。傑彭的女間諜，能使用高等級的魔法，擅長以吸血鬼所具有的特殊能力（霧化、變身、媚惑等）與魔法進行暗殺。
  - 本來生活在深淵魔域迷宮中，靠吸食冒險者的血維生，之後被亨德列克收服並教導她魔法，為亨德列克收養的第一個女兒。咬了亨德列克，使他變成吸血鬼，對亨德列克有種莫名的仇恨。
- 里奇蒙
  - 對御雷者下詛咒的巫妖，其生命容器在與吉西恩交手時被端雅劍破壞，造成生命力外漏，所以必須不斷使用魔法吸取他人的生命補充，因此十分痛恨吉西恩。
  - 聽從哈修泰爾侯爵的指示殺死基果雷德的幼龍，並企圖嫁禍修奇等人。伊露莉因認為他有可能是亨德列克而與基果雷德一同追逐他，最後仍被基果雷德所殺。
- 端雅（Prim Blade）
  - 索羅奇所創造的自我意識劍，為魔法劍中等級最高的劍，如其名一般，劍本身擁有自我意識，因此可以使用低階的魔法輔助持劍者。吉西恩所持有的這把自我意識劍名為「端雅」（自稱），有著黑色劍刃，本性善良，會爲主人著想，但缺點是極愛說話，其多話的程度甚至會把持劍者幾近逼瘋，常影響持有者發言。
  - 吉西恩在最後臨死時將之託付給杉森。
- 亞達坦
  - 吉塔那獵犬，該品種因為其勤勞以及與此相應的兇猛性格而聞名。這種狗遇到什麼樣的攻擊都會默默忍受，懂得非常有耐性地等待。但是只要牠們判斷時機來臨，吉塔那獵狗就會立刻搖身突變成惡魔。甚至還流傳著在家裡養了很久的吉塔那獵狗曾經阻擋華倫查三騎士之類的傳說。
  - 有次到吉塔那的鬥技場的騫，看到亞達坦在場上的野蠻殘暴十分中意，所以把牠買了下來當作禮物送給宓。
  - 對格拉喜艾兒姊妹相當忠心。
- 艾卡德那（Ekardnah）
  - 被索羅奇所召喚出的龍牙兵（Dragon soldier）之一，是龍牙兵自相殘殺「儀式」中最後的殘存者。
  - 手持大劍與塔盾，能藉由類似龍之恐懼術的方式使對象感到恐怖或逼迫其服從。
- 克頓山的巨人
  - 被烏塔克射瞎了右眼，右腿則是被查奈爾所砍斷，當時其憤怒的吼聲聽說甚至傳到了傑彭。自此之後，吹過克頓山山峰的山間暴風因而被人稱為「巨人的咆嘯」。
- 黑暗的死亡騎士
  - 在戴頓平原的寇羅內溪谷被彩虹的索羅奇與天空三騎士打敗，從此沉睡於該地。
  - 三百年後回到大地時，唱著「凍結的心！血色旗幟！死亡騎士的律法！」出現。